# Київська дитяча школа мистецтв № 3
Київська дитяча школа мистецтв № 3 — школа мистецтв у Києві, знаходиться у Деснянському районі. Відкрита у 1988 році. Основна мета діяльності школи — формування творчої особистості дітей, розвиток художніх навичок та прищеплення їм традицій
української культури.
У школі працюють творчі колективи: молодший та старший хори, вокальний ансамбль старших класів, ансамбль скрипалів, ансамбль бандуристів, ансамбль гітаристів, ансамбль народних інструментів, театрально-фольклорний колектив, хореографічні ансамблі сучасного, народного та спортивно-бального танців.
У 2003 році школа стала членом Європейської асоціації установ вільного часу молоді (EASY), яка є дорадчим органом при Раді Європи. За високі творчі досягнення учні школи щорічно відзначаються творчими стипендіями Київського голови та голови Деснянської райдержадміністрації.